# Велике полювання
Велике полювання (англ. The Great Hunt, 1990) – другий роман з циклу «Колесо часу» (англ. The Wheel of Time) американського письменника Роберта Джордана в жанрі епічного фентезі. Роман опублікувало видавництво Tor Books, він побачив світ 15 листопада 1990 року. «Велике полювання» складається з пролога й 50 глав. 2004 року роман було перевидано як дві окремі книги: «Полювання починається» та «Нові нитки у візерунку».
Роман відходить від очевидних паралелей із «Володарем перснів», притаманних «Окові Світу». Автор починає знайомити читача зі своїм  фентезійним світом, великим і різноманітним, населеним народами різних  культур. Назва роману посилається на легенду про Ріг Валіра — сурму, що може викликати з небуття героїв минулих епох для участі в Останній битві між силами Світла й Темряви. У попередній книзі невеличкий гурт утікачів із Дворіччя знайшов Ріг, але знову втратив його на початку цієї книги.
Читач знайомиться із Тар-Валоном (Білою вежею), що є центром чарівниць айз-седай. Туди, розділившись із хлопцями, прямують на навчання дівчата.  Світ айз-седай розділений на аджі,  кожна з яких спеціалізується на певному вмінні й має певне призначення. Попри те, що айз-седай не можуть брехати, їхнє співтовариство сповнене інтриг.
У романі з'являється нова загроза — вторгнення з іншого континенту шончан, народу який довго жив окремо й виробив свою оригінальну культуру. Шончани вважають її вищою й планують підкорити старий континент собі.
Ранд упродовж роману намагається зжитися зі своєю здатністю каналювати, а отже з тим, що його чекає божевілля через використання отруєної чоловічої частини Єдиної сили — саїдіну. Перрін освоює своє вміння спілкуватися з вовками. Мет поступово чахне, потрапивши під вплив корумпованого кинджала з рубіном із Шадар-Логоту.

## Короткий зміст
У пролозі розповідається про таємні збори темних сил, які очолює проклятий Ба'альзамон. Крім Ба'альзамона та друзів темряви на зборах присутні також дві айз-седай.
Після подій, описаних в «Оці Світу», до головних героїв у місто Фал-Дара навідується амірлін-сіт Сюань Санче й ідентифікує Ранда аль-Тора як Відродженого Дракона. Стан Мета гіршає через зв'язок із кинджалом-паразитом. Лан Мандрагоран навчає Ранда фехтуванню. Друга темряви Падана Фейна звільняють темні сили, й він викрадає Ріг Валіра та кинджал з рубіном. Ранд, Перрін та Мет вирушають із загоном шиєнарців на південь у погоню. Їх очолює лорд Інгтар, а провідником служить слідопит Гурін. Найнів аль-Міра та Егвейн аль-Вір вирушають з Муарейн до Тар-Валона учитися на айз-седай.  Там вони стають друзями з Елейн Траканд та Мін. Найнів складає іспит й стає прийнятою, що в Білій Вежі має статус нижчий від айз-седай, але вищий ніж новенькі.
Ранд, Лоял та Гурін відокремлюються від загону шиєнарців і переносяться в альтернативний світ, схожий на їхній, але безлюдний та викривлений. Ранд думає, що ненароком каналював саїдін у сні й активував портал, але Егвейн сниться сон, в якому винною є таємнича жінка (пізніше виявляється, що це Ланфіра).  В альтернативному світі Ранд стає до двобою із Ба'альзамоном, у результаті якого на його долоні з'являється відмітка від руків'я меча, що виглядає як зображення чаплі. Пізніше з допомогою Селін (замаскована Ланфіра) вони вертаються у свій світ попереду загону шиєнарців. Їм удається повернути собі Ріг та кинджал. Тим часом загін лорда Інгтара, не знаючи, куди пропали їхні супутники, продовжує переслідувати Падана Фейна. Перрін використовує здатність телепатичного контакту з вовками.
Ранд з його супутниками подорожує до Кайрієну, де зустрічає скомороха Тома Мерріліна, якого вважав загиблим. На Ранда з Лоялом нападають тролоки, і, втікаючи вони руйнують будівлю гільдії ілюмінаторів, товариства, що зберігає вміння виготовляти феєрверки. Ріг Валіра та кинджал з рубіном знову втрачено. Убивають ученицю Тома Дену.
Завдяки Перріну загін Інгтара знаходить Ранда. Вони дізнаються, що Ріг забрали до Томанової голови, мису в портовому місті Фалме.
Щоб виграти час Ранд веде загін через альтернативний світ, але це призвело лише до втрати часу. У Фалме починається вторгнення шончан, народу з іншого континенту, який має в своєму розпоряженні екзотичних бойових звірів й використовує в бою жінок, що можуть каналювати. Діти світла, група релігійних фанатиків, готуються до контрнападу на шончан.
У Білій вежі Ліандрін заманює Егвейн, Найнів, Елейн та Мін на Томанову голову, де Мін потрапляє в руки шончан, а на Егвейн одягнули а'дам, нашийник, за допомогою якого шончани контролюють тих, хто може каналювати. Найнів та Елейн вдалося втекти.  Прибувши в Фальме, Ранд убиває шончанського лорда Турака й утікає з Рогом та кинджалом. Інгтар виявився другом темряви, але спокутує себе, загинувши в бою на боці загону Ранда. Елейн та Найнів визволяють Егвейн й утікають із міста. У цю мить білі клобуки починають свою атаку, й Ранд та його друзі опиняються між шончанами й білими клобуками. Мат сурмить у Ріг Валіра, викликаючи древніх героїв включно з Артуром Яструбокрилом. Герої Рогу перемагають шончан і зникають. Сам Ранд долає Ба'альзамона в битві у небі, де його бачать численні люди. У бою він зазнає поранення.

## Українською
Українською переклад книжки видало видавництво Богдан в 2021 році. Перекладачі Тетяна Дитина, Галина Михайловська.

## Ланки
- Детальний опис кожної глави на http://www.encyclopaedia-wot.org [Архівовано 7 липня 2009 у Wayback Machine.]
- ISBN 0-312-85140-5 (hardcover)
- ISBN 0-8125-1772-5 (paperback)
- The Great Hunt в Internet Speculative Fiction Database (англ.)
- The Great Hunt історія публікації в Internet Book List
- The Great Hunt в the Internet Book Database of Fiction